# Religioni in Uruguay
Il cristianesimo è la religione più diffusa in Uruguay. Secondo un'indagine statistica ufficiale del 2008 condotta dall'Istituto nazionale di statistica uruguaiano, i cristiani sono circa il 54,7% della popolazione e sono in maggioranza cattolici; l’1,3% circa della popolazione segue altre religioni (principalmente l'ebraismo e le religioni afroamericane); il 30% circa della popolazione crede in Dio ma non segue alcuna religione e il 14% della popolazione è atea o agnostica. Secondo una stima del 2010 del Pew Research Center, i cristiani rappresentano il 57,9% della popolazione, coloro che non seguono alcuna religione il 40,7% della popolazione e coloro che seguono altre religioni l'1,4% della popolazione. Una stima dell'Association of Religion Data Archives (ARDA) riferita al 2015, dà i cristiani al 54,6% circa della popolazione, coloro che non seguono alcuna religione al 41,7% circa della popolazione (di cui l'8,5% circa sono atei) e coloro che seguono altre religioni all'1% circa della popolazione, mentre il 2,7% circa della popolazione non dichiara la propria affiliazione religiosa.

## Religioni presenti

### Cristianesimo
Secondo l'indagine statistica ufficiale del 2008, i cattolici rappresentano il 45,7% della popolazione e i cristiani non cattolici il 9% della popolazione, ma la suddivisione di questi ultimi non è precisata.  Secondo le stime del PEW Research Center del 2010, i cattolici rappresentano il 46,8% della popolazione, i protestanti il 6,3% della popolazione, gli ortodossi l'1,1% della popolazione e i cristiani di altre denominazioni rappresentano il 3,7% della popolazione.  Secondo le stime dell'ARDA del 2015, i cattolici rappresentano circa il 43,8% della popolazione, i protestanti rappresentano circa il 5,9% % della popolazione e gli ortodossi circa l'1% della popolazione.
La Chiesa cattolica in Uruguay è organizzata con 1 sede metropolitana e 8 diocesi suffraganee. 
Il maggior gruppo protestante in Uruguay è costituito dai pentecostali, che riuniscono fra il 30% e il 40% dei protestanti uruguaiani. Gli altri gruppi protestanti presenti nel Paese sono i valdesi, i luterani, i metodisti, gli anglicani, i mennoniti, i presbiteriani, i battisti e gli avventisti del settimo giorno. 
La Chiesa ortodossa è presente in Uruguay con la Chiesa greco-ortodossa, la Chiesa ortodossa russa. Le chiese ortodosse orientali con la Chiesa apostolica armena. 
Fra i cristiani di altre denominazioni, in Uruguay sono presenti i Testimoni di Geova e la Chiesa di Gesù Cristo dei Santi degli Ultimi Giorni (i Mormoni). 

### Religioni afroamericane
Le religioni afroamericane (in particolare l'Umbanda) sono praticate in Uruguay dallo 0,6% della popolazione.

### Altre religioni
Tra le altre religioni non cristiane, in Uruguay la maggiormente praticata è l'ebraismo, che rappresenta circa lo 0,5% della popolazione; segue il bahaismo, che rappresenta lo 0,2% circa della popolazione. Vi sono inoltre piccoli gruppi di seguaci dell'islam, dell'induismo, del buddhismo e dei nuovi movimenti religiosi.